# Urananrikning

Halten ^{235}U i olika klasser av anrikat uran

Urananrikning är den process i kärnbränslecykeln, där halten av isotopen 235U i naturligt uran höjs (anrikas) genom någon form av isotopseparering. Isotopen 235U är klyvbar, det vill säga kan undergå fission varvid frigörs en stor mängd kärnenergi, och kan därför användas för att producera energi i ett kärnkraftverk, se vidare artikeln kärnkraft. Fission utnyttjas även i kärnvapen. Halten 235U i naturligt uran är dock för låg för båda dessa ändamål, endast cirka 0,7 %. Resten, cirka 99,3 %, består av isotopen 238U. Den rest som blir kvar efter anrikning kallas utarmat uran.

## Syfte
Eftersom den energi som frigörs i en kärnreaktor frigörs då neutroner kolliderar med U235-atomer och får dessa att klyvas och samtidigt avge nya neutroner, så kommer processen att avstanna om alltför många neutroner "försvinner", till exempel genom att fångas in av icke klyvbara atomkärnor. Detta kan förhindras genom att öka andelen klyvbara kärnor (U235) till ungefär 2–3 %. Ett annat sätt är att välja tungt vatten som moderator, då vätet i detta vatten har mindre sannolikhet att fånga in neutroner.
Kärnvapen kräver en mycket högre halt 235U för att fungera effektivt, omkring 90 %.[källa behövs]

## Tekniker
Anrikning av uran är en svår och energikrävande process eftersom de två isotoperna har nästan identiska kemiska egenskaper. 235U är dock aningen lättare än 238U. Det finns flera processer för anrikning, men två används vid storskalig framställning.
Den första metoden som användes i stor skala utnyttjade diffusion. Metoden går ut på att uranhexafluorid, UF6, förgasas varvid man låter denna gas passera genom ett membran. De lättare U235F6 har högre sannolikhet att passera genom membranet och den gas som passerar innehåller följaktligen en högre halt av klyvbart uran. Denna teknik anses dock vara föråldrad idag.
Den vanligaste metoden idag är att separera isotoperna genom centrifugering, där de tyngre isotoperna genom centrifugalkraften pressas mot de yttre kanterna av en roterande cylinder medan de lättare anrikas i mitten. Denna metod kräver ca 1/40 av energin för samma separationsarbete som diffusionstekniken gör.
En tredje metod som är under utveckling men som inte finns i kommersiell drift är att använda laser. Skulle denna metod realiseras spås energikonsumtionen minska radikalt, inga officiella källor finns dock på hur mycket.

## Tillgänglighet
Förutom att urananrikning är en dyr process regleras den även av internationella avtal. Stater som har undertecknat icke-spridningsavtalet, ett fördrag vars syfte är att hindra spridningen av kärnvapen, har rätt att utveckla urananrikning för civila ändamål. Dessa stater måste dock förbinda sig att tillåta inspektion av IAEA (internationella atomenergiorganet).
Enligt IAEA bedriver sex organisationer i världen storskalig, kommersiell anrikning av uran.
- China National Nuclear Corporation (CNNC) har två centrifuganläggningar i Kina
- Eurodif, ett företag vars intressenter är Belgien, Frankrike, Italien och Spanien, driver en diffusionsanläggning i Frankrike
- Minatom, en rysk statlig organisation, driver fyra centrifuganläggningar
- Japan Nuclear Fuel Limited (JNFL) driver en centrifuganläggning
- Urenco, ett företag vars intressenter finns i Tyskland, Nederländerna och Storbritannien, driver centrifuganläggningar i vart och ett av de tre länderna
- The United States Enrichment Corporation (USEC), ett företag i USA, driver en diffusionsanläggning i delstaten Kentucky.

Även Brasilien öppnade en centrifuganläggning efter förhandlingar med IAEA. Argentina har tidigare haft ett anrikningsprogram som idag står stilla, men utvecklingen återupptas nu med stora investeringar. Sydafrika och Australien utreder möjligheten att utveckla anrikning. Sydafrika hade tidigare ett kärnvapenprogram som avslutades 1990. Australien kontrollerar redan en stor del av världens urantillgångar.
Ett antal stater utanför icke-spridningsavtalet anrikar också uran. Kärnvapenmakterna Indien och Pakistan gör det i liten skala dessutom misstänks Israel för att ha en anrikningsanläggning. Även Nordkorea som anser sig ha lämnat icke-spridningsavtalet 2003 misstänks för att ha anrikningsanläggningar. Libyen har erkänt att landet haft ett anrikningsprogram, men har gett upp försöken och signerat icke-spridningsavtalet.
Det mest kontroversiella programmet har dock Iran (se Irans kärnkraftsprogram) som började anrika uran 2006. Iran har undertecknat icke-spridningsavtalet och har alltså rätt att utveckla anrikning, men landet har inte uppfyllt sina plikter gentemot IAEA, bland annat var anrikningsprogrammet hemligt under en lång tid. Iran har erbjudits att köpa anrikat uran från västvärlden, men landet vill fortfarande inte avstå från tekniken. Detta har lett till internationella sanktioner mot Iran.